# Nicolau Factor
Pere Nicolau Factor i Estanya (València, 29 de juny de 1520 - València, 25 de desembre de 1583) va ser un franciscà pintor renaixentista i beat valencià.
Amb disset anys, el 30 de novembre de 1537, va ingressar en l'orde franciscà al Convent de Santa Maria de Jesús de València. Va ser ordenat sacerdot i va exercir de guardià dels convents de Sant Esperit de Gilet, Xelva, Vall de Jesús (prop de Puçol), Sant Blai de Sogorb i Bocairent, així com de mestre de novicis de la província franciscana de València fins a l'any 1571, quan es va traslladar a Madrid com a director espiritual del Monestir de Santa Clara per sol·licitud expressa de Joana d'Habsburg.

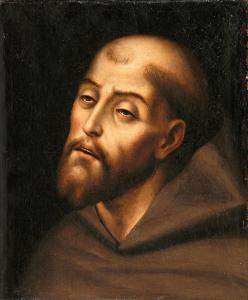
Retrat d'un franciscà, a una col·lecció particular.

Els primers dies d'abril de 1582 va traslladar-se al convent de Santa Caterina d'Onda. Al novembre del mateix any es va traslladar a Barcelona al convent de Mont Calvari, d'on va tornar de nou, molt malalt, al de Santa Maria de Jesús a València cap a final de 1583, on va morir.
Va ser conseller del patriarca Joan de Ribera i va mantenir lligams d'amistat amb el beat Joan dels Àngels, a Madrid, i amb Sant Lluís Bertran.
Conreà la música, la il·lustració de llibres i la pintura, seguint la línia manierista de Joan de Joanes però sense atènyer la perfecció d'aquest, deixant una obra de valor desigual.
Va ser beatificat pel Papa Pius VI el 27 d'agost de 1786. La seua festivitat se celebra el 23 de desembre.
La primera biografia de Nicolau Factor, Libro de la vida y obras maravillosas del Padre Fray Pedro Nicolás Factor de Cristóbal Moreno, va ser publicada l'any 1586.

## Obres
- Convento de las Descalzas Reales, de Madrid: Sant Francesc; Santa Clara; Sant Bernardí
- Museu Sant Pius V de València: Mare de Déu de la Llet
- Convent de Sant Francesc, Xelva: Ecce Homo